# Liste der Naturdenkmale in Oberndorf am Neckar
| Naturdenkmale | Anzahl |
| ------------- | ------ |
| FND           | 1      |
| END           | 10     |
| Gesamt        | 11     |

Die Liste der Naturdenkmale in Oberndorf am Neckar nennt die verordneten Naturdenkmale (ND) der im baden-württembergischen Landkreis Rottweil liegenden Stadt Oberndorf am Neckar. In Oberndorf am Neckar gibt es insgesamt elf als Naturdenkmal geschützte Objekte, davon ein flächenhaftes Naturdenkmal (FND) und zehn Einzelgebilde-Naturdenkmale (END).
Stand: 1. November 2016.

## Flächenhafte Naturdenkmale (FND)
| Name                     | Bild | Kennung     | Einzelheiten                       | Position | Fläche Hektar | Datum        |
| ------------------------ | ---- | ----------- | ---------------------------------- | -------- | ------------- | ------------ |
| Hochmössinger Weiher     | BW   | 83250450001 | Oberndorf am Neckar, Hochmössingen | ⊙        | 1,3           | 27. Mai 1992 |
| Legende für Naturdenkmal |      |             |                                    |          |               |              |

## Einzelgebilde (END)
| Name                          | Bild           | Kennung     | Einzelheiten                                                                 | Position | Fläche Hektar | Datum         |
| ----------------------------- | -------------- | ----------- | ---------------------------------------------------------------------------- | -------- | ------------- | ------------- |
| Dorflinde (Käppeles-Linde)    | weitere Bilder | 83250450140 | Oberndorf am Neckar, Hochmössingen                                           | ⊙        | 0,0           | 21. Okt. 1950 |
| Gallis-Eiche                  | BW             | 83250450141 | Oberndorf am Neckar, Hochmössingen                                           | ⊙        | 0,0           | 21. Okt. 1950 |
| Lindengruppe                  |                | 83250450142 | Oberndorf am Neckar, Hochmössingen                                           | ⊙        | 0,0           | 21. Okt. 1950 |
| Mauches-Linde                 | BW             | 83250450134 | Oberndorf am Neckar, Beffendorf                                              | ⊙        | 0,0           | 21. Okt. 1950 |
| Zankbaum (Birne)              |                | 83250450138 | Oberndorf am Neckar, Boll                                                    | ⊙        | 0,0           | 21. Okt. 1950 |
| 1 Linde                       | BW             | 83250450136 | Oberndorf am Neckar, Boll                                                    | ⊙        | 0,0           | 21. Okt. 1950 |
| 1 Linde                       | BW             | 83250450137 | Oberndorf am Neckar, Boll                                                    | ⊙        | 0,0           | 21. Okt. 1950 |
| 1 Weidbuche                   | BW             | 83250450133 | Oberndorf am Neckar, Stadtgebiet                                             | ⊙        | 0,0           | 21. Okt. 1950 |
| 2 Linden                      | BW             | 83250450135 | Oberndorf am Neckar, Beffendorf                                              | ⊙        | 0,0           | 21. Okt. 1950 |
| 6 Antoniuslinden und 1 Forche |                | 83250450139 | Oberndorf am Neckar, Hochmössingen Anm.: die Forche wurde vor Jahren gefällt | ⊙        | 0,0           |               |
| Legende für Naturdenkmal      |                |             |                                                                              |          |               |               |

### Nationalerbe-Baum
Die Dorflinde („Käppeles-Linde“) im Stadtteil Hochmössingen wurde als erster „Nationalerbe-Baum“ in Baden-Württemberg ausgezeichnet (Festakt am 26. September 2020).